# Ropalomera titillator
Ropalomera titillator är en tvåvingeart som beskrevs av Steyskal 1967. Ropalomera titillator ingår i släktet Ropalomera och familjen Ropalomeridae. Inga underarter finns listade i Catalogue of Life.